# Comuna Mîhailivka, Dunaiivți
Mîhailivka (în ucraineană Михайлівка) este o comună în raionul Dunaiivți, regiunea Hmelnîțkîi, Ucraina, formată din satele Blîșceanivka și Mîhailivka (reședința).

## Demografie
Componența lingvistică a comunei Mîhailivka
     Ucraineană (99,71%)
     Alte limbi (0,2%)
Conform recensământului din 2001, majoritatea populației comunei Mîhailivka era vorbitoare de ucraineană (99,71%), existând în minoritate și vorbitori de alte limbi.